# Eduard Wellmann
Diedrich Jakob Eduard Wellmann (* 25. Juni 1842 in Friederikensiel bei Jever; † 16. Januar 1918 in Berlin) war ein deutscher klassischer Philologe und Gymnasialdirektor. Er ist besonders durch seine Abhandlungen zur Philosophie der Antike bekannt.

## Leben
Eduard Wellmann, der Sohn eines Lehrers und Kreisschulinspektors, wurde zunächst in der Schule seines Vaters unterrichtet, besuchte dann von 1857 bis 1859 das Schullehrerseminar in Oldenburg. Anschließend arbeitete er ein halbes Jahr als Hilfslehrer an der Volksschule in Esenshamm. Ostern 1860 trat er in das Gymnasium Jever ein, wo er drei Jahre später die Reifeprüfung bestand. Anschließend studierte Wellmann in Heidelberg und Berlin Philologie und Theologie. Ohne das Studium abzuschließen, wurde er 1866 am Gymnasium zu Oldenburg als provisorischer Lehrer angestellt. Im März 1868 bestand er in Berlin das Lehramtsexamen für die Fächer Latein, Deutsch, Griechisch und Hebräisch sowie Religion und Englisch als Nebenfächer. Im Herbst 1868 ging Wellmann als „wissenschaftlicher Hilfslehrer“ an das Friedrichsgymnasium in Frankfurt/Oder, wo er am 31. März 1869 heiratete und am Tag darauf als ordentlicher Lehrer seine erste Festanstellung erhielt.
Zum 1. April 1870 wechselte er an das Gymnasium in Waren/Müritz, wo er sieben Jahre lang wirkte. Während dieser Zeit betrieb er seine Promotion zum Dr. phil. an der Universität Rostock, die er 1873 erreichte. Sein akademischer Grad ermöglichte ihm die Beförderung zum Oberlehrer im folgenden Jahr (28. Februar 1874). Zum 1. Oktober 1877 wechselte Wellmann nach Berlin, wo er seine Lebensstellung am Königstädtischen Gymnasium einnahm. Am 15. November 1884 wurde er zum Gymnasialprofessor ernannt. Als der Direktor Ludwig Bellermann 1893 an das Gymnasium zum Grauen Kloster wechselte, wurde Wellmann zu seinem Nachfolger gewählt. Am 30. Juli 1907 wurde er pensioniert und zum Geheimen Regierungsrat ernannt. Er starb am 16. Januar 1918.
Wissenschaftlich beschäftigte sich Wellmann besonders mit der Philosophie der Stoiker. Bereits 1870 veröffentlichte er im Programm des Frankfurter Friedrichsgymnasiums eine Abhandlung unter dem Titel Zenos Beweise gegen die Bewegung und Widerlegungen. Demselben Thema widmete er auch seine Rostocker Dissertation: Die Philosophie des Stoikers Zenon (1873). In Berlin kam er mit den Wissenschaftlern Eduard Zeller und Hermann Diels (bis 1882 Oberlehrer am Königstädtischen Gymnasium) in Kontakt. Hier veröffentlichte er 1882 eine Ausgabe der Schrift Galeni qui fertur de partibus philosophiae libellus. Er gab auch die Übersetzung der Metaphysik des Aristoteles von Hermann Bonitz heraus (1890) sowie die achte Auflage der Historia philosophiae Graecae von Heinrich Ritter und Ludwig Preller (1898). Als anerkannter Fachmann auf seinem Gebiet veröffentlichte er viele Artikel für Paulys Realencyclopädie der classischen Altertumswissenschaft.

## Schriften (Auswahl)
- Zenos Beweise gegen die Bewegung und Widerlegungen: Eine Abhandlung Frankfurt (Oder) 1870 (Schulprogramm)
- Die Philosophie des Stoikers Zenon. Leipzig 1873 (Dissertation)
- Galeni qui fertur de partibus philosophiae libellus. Berlin 1882 (Schulprogramm)